# Abu-l-Abbàs Abd-Al·lah ibn Ibrahim
Abu-l-Abbàs Abd-Al·lah (I) ibn Ibrahim —àrab: أبو العباس عبد الله بن إبراهيم, Abū l-ʿAbbās ʿAbd Allāh ibn Ibrāhīm— (? - ?) fou el segon emir aglàbida d'Ifríqiya (812-817).
El 811 fou enviat pel seu pare a reprimir una revolta dels Hawwara kharigites a la Tripolitana. Durant la lluita va quedar assetjat a Trípoli pel rustúmida Abd-al-Wahhab de Tahart. En conèixer la mort del seu pare (812) va fer la pau amb Abd-al-Wahhab i va tornar a Abbasiyya, la capital aglàbida, per fer-se càrrec del govern.
Va governar del 812 fins a la seva mort el 25 de juny del 817. El seu període es caracteritza per la imposició d'una dura fiscalitat, que els historiadors consideren no alcorànica.
El va succeir el seu germà Ziyàdat-Al·lah ibn Ibrahim.